# Ratio Studiorum
De Ratio Studiorum stamt uit 1599 en is een soort van onderwijshandleiding voor de jezuïetencolleges. Het werk vindt zijn oorsprong in het Collegio Romano in Rome, maar is nadien vele malen aangevuld en bewerkt. 
De Ratio Studiorum stelt dat een leraar de jongelieden die aan de zorg van de sociëteit zijn toevertrouwd, derwijze moet onderrichten dat zij samen met de letteren vooral de goede zeden die Christenwaardig zijn zouden aanleren. De leraar moest onder andere bij het begin van elke les een kruisteken maken,  blootshoofds, en dan aanvangen. 